# The Others (film 2001)
The Others è un film del 2001 scritto e diretto da Alejandro Amenábar, con protagonista Nicole Kidman.

## Trama
Isola di Jersey, 1945, subito dopo la fine della seconda guerra mondiale. Grace Stewart vive in un'enorme casa coi due figli, Anne e Nicholas, i quali soffrono di una malattia che non permette loro di esporsi alla luce del giorno senza gravi conseguenze per la loro salute. Dopo la partenza del marito Charles per la guerra, Grace vive quindi isolata e al buio in modo da proteggere i due bambini dalla luce e dai postumi della guerra, creando rigide regole tra le quali "nessuna porta deve essere aperta prima che l'ultima sia stata chiusa”: ciò ha però causato un rapporto molto teso tra lei e i figli, soprattutto con Anne. Dopo l'arrivo di tre domestici, una vecchia governante di nome Bertha Mills, l'ancor più anziano giardiniere Edmund Tuttle e una giovane cameriera muta chiamata Lydia, si verificano strani avvenimenti nella casa e Grace inizia a credere che possano esserci degli intrusi.
Grace scopre che nei disegni di Anne sono riprodotte quattro persone che lei dice di vedere in casa: un uomo, una donna, un bambino di nome Victor e un'anziana signora, che lo stesso Victor definisce "strega". Cercando gli intrusi per tutta la casa Grace rinviene un “libro dei morti”, un album fotografico del diciannovesimo secolo in cui, secondo un'antica usanza, persone decedute vengono ritratte in posa come se fossero vive. Successivamente la donna sente suonare il pianoforte in una delle stanze che aveva precedentemente chiuso: quando vi si reca, viene aggredita da un'entità invisibile. Da questo momento inizierà a credere che gli intrusi siano in realtà fantasmi. Il giorno dopo la donna chiede ai domestici di controllare se nel giardino ci siano le tombe dei precedenti proprietari. I domestici però sembrano nascondere qualcosa, in particolare l'uomo ricopre una lapide in giardino con un mucchio di foglie, mentre Mrs Mills ascolta, stranamente speranzosa, le rimostranze di Anne nei confronti della madre.
Mentre Grace sta correndo verso il villaggio si ritrova persa in una nebbia fitta nella quale ritrova suo marito Charles, da lei creduto morto in guerra, e felice lo riporta a casa. Charles appare piuttosto confuso e distaccato e per qualche oscura ragione sembra serbare rancore nei confronti della donna; infatti se ne va dopo un solo giorno di permanenza affermando di dover tornare al fronte, lasciando Grace ancora più addolorata. Mentre la donna prepara Anne per l'imminente comunione, quest'ultima prende le sembianze di un'anziana signora, facendo spaventare Grace, che l'aggredisce. Anne non si rende conto del suo cambiamento di aspetto e per questo la reazione della madre la terrorizza, pensando che sia impazzita; trova poi conforto nella signora Mills, alla quale racconta che Grace non è nuova a queste esplosioni di rabbia. Mrs Mills rivela quindi alla bambina che anche lei riesce a vedere Victor e la sua famiglia, ma che non possono dire niente alla madre perché non è pronta ad accettare la verità.
La mattina successiva, Grace sente i bambini gridare e quando accorre scopre che tutte le tende della casa sono scomparse, facendo sì che i piccoli siano esposti direttamente alla luce. I domestici si rifiutano di aiutarla a ritrovarle e Grace comprende che sono in qualche modo coinvolti nella sparizione, così li caccia di casa e mette al riparo i bambini, i quali tuttavia non sembrano aver accusato il minimo danno. I domestici nell'andarsene tolgono le foglie dalle lapidi che Tuttle aveva nascosto. Quella stessa notte, stanchi del comportamento paranoide della madre, Anne e Nicholas escono di soppiatto dalla casa per andare a cercare Charles, ma si imbattono nelle lapidi scoperte, le quali sono proprio le tombe dei tre domestici. Nello stesso momento Grace, che si era recata negli alloggi dei domestici, trova una fotografia eliminata dal libro dei morti, datata 1891, e rimane scioccata nel constatare che ritrae proprio Mrs Mills, Mr Tuttle e Lydia, abitanti in quella stessa casa tempo prima.
I bambini corrono in casa e Grace riesce a fermare i fantasmi dei domestici all'esterno. I tre ammettono di essere morti di tubercolosi più di 50 anni prima e che hanno imparato a coesistere coi vivi. Anne e Nicholas cercano di rifugiarsi al piano di sopra ma si imbattono nell'anziana signora, che scoprono essere una medium impegnata in una seduta spiritica insieme ai genitori del piccolo Victor. La donna spiega che durante una trance è stata posseduta dallo spirito di una bambina, che si rivela essere Anne: i veri fantasmi non sono dunque Victor e gli altri, ma gli stessi Anne, Nicholas e Grace.
La donna irrompe nella stanza, in cui l'anziana medium prima e la madre di Victor poi raccontano un'altra triste verità: senza il marito, isolata e incapace di sostenere da sola la malattia dei propri figli, Grace, in un raptus di follia, li aveva soffocati con un cuscino, per poi suicidarsi col fucile. Sentendo questa rivelazione i tre rifiutano di credere alle parole delle persone lì presenti e quindi Grace, in un ultimo disperato tentativo, cerca di attaccare i protagonisti della seduta spiritica scuotendo il tavolo e stracciando le carte su di esso, ma ciò che vedono i vivi è soltanto il tavolo che si muove e la carta che si strappa da sola.
Grace, finalmente consapevole, conferma ai figli ciò che gli è stato raccontato: riacquisita la lucidità dopo aver compiuto il tremendo gesto, la donna si era effettivamente suicidata; ma subito dopo aveva sentito le risa dei suoi bambini nell'altra stanza, così si era convinta che Dio avesse fatto un miracolo, dando alla sua famiglia una seconda possibilità. I tre comprendono che anche Charles è morto, ma essendo stato ucciso al fronte non è potuto restare con loro nella grande casa, poiché non vi appartiene.
Terrorizzati, Victor e la sua famiglia rinunciano a vivere in casa Stewart; mentre i tre domestici vi fanno ritorno, stavolta accolti con serenità da Grace. Anne e Nicholas, ormai riappacificatisi con la madre, scoprono felicemente di potersi esporre alla luce del sole senza il minimo danno. Prima di salire in macchina coi genitori, Victor osserva la madre e i due bambini affacciati alla finestra. Mentre Grace afferma che lei e i suoi figli impareranno a convivere con chi verrà ad abitarci e che nessuno li porterà mai via da quel luogo, la casa viene messa nuovamente in vendita.

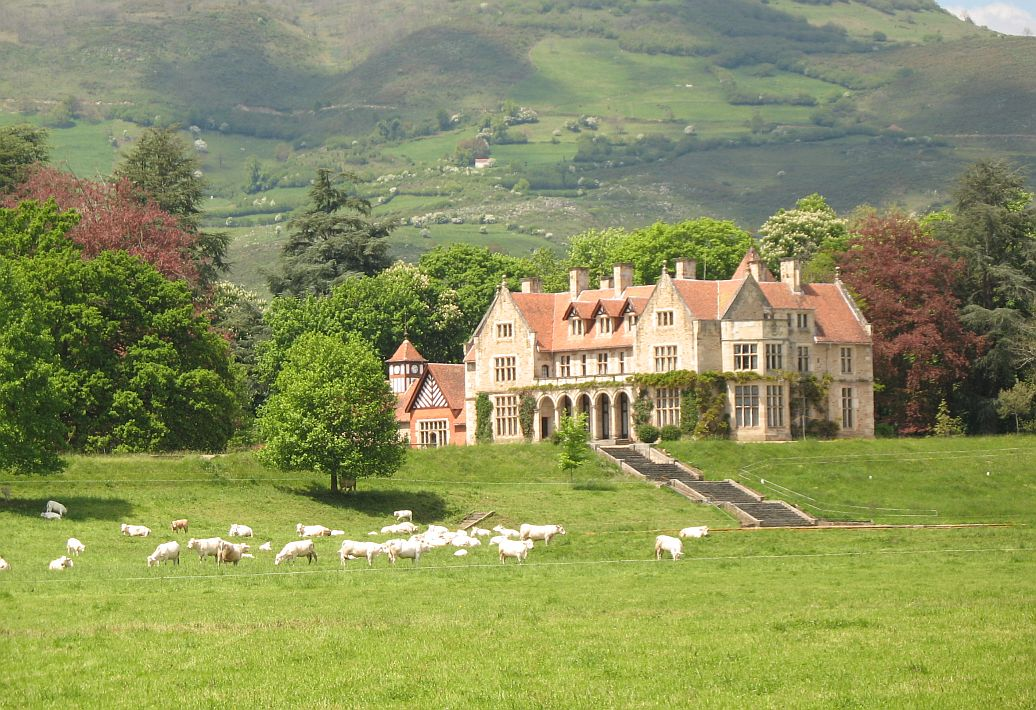
Los Hornillos Palace in Cantabria, la casa dove sono stati girati gli esterni del film

## Riferimenti
Secondo William Skidelsky di The Observer, il film sarebbe liberamente ispirato a Il giro di vite, (titolo originale: The Turn of The Screw), capolavoro dello scrittore statunitense Henry James del 1898. Nel libro le vicende soprannaturali sono narrate dal punto di vista di una giovane donna, istitutrice in una casa infestata da una coppia di fantasmi. Il film ha anche qualche elemento in comune col romanzo Ghiaccio Mortale di Lisa Taylor del 1989 e con "E se oggi... fosse già domani?'', film del 1973 diretto da Kevin Billington.

## Incassi
Il film è uscito il 10 agosto 2001 in 1 678 cinema negli Stati Uniti ed in Canada ed ha incassato 14 milioni di dollari nel suo primo weekend, piazzandosi al quarto posto fra i film più visti, dove rimase per altre tre settimane, aumentando anche le sale che lo proiettavano. Durante il fine settimana del 21-22 settembre è salito fino alla seconda posizione dei film più visti, incassando 5 milioni in 2 081 cinema. Il film, la cui produzione costò 17 milioni di dollari, alla fine incassò 96,5 milioni di dollari negli USA e Canada e 113,4 milioni di dollari nel resto del mondo, per un incasso globale di 209,9 milioni di dollari.

## Riconoscimenti
- 2002 - Golden Globe
  - Nomination Migliore attrice in un film drammatico a Nicole Kidman
- 2002 - Premio BAFTA
  - Nomination Miglior attrice protagonista a Nicole Kidman
  - Nomination Miglior sceneggiatura originale a Alejandro Amenábar
- 2002 - Saturn Award
  - Miglior film horror
  - Miglior attrice protagonista a Nicole Kidman
  - Miglior attrice non protagonista a Fionnula Flanagan
  - Nomination Miglior regia a Alejandro Amenábar
  - Nomination Miglior attrice emergente a Alakina Mann
  - Nomination Miglior sceneggiatura a Alejandro Amenábar
- 2002 - Empire Awards
  - Independent Spirit Award a Alejandro Amenábar
  - Nomination Miglior film
  - Nomination Miglior attrice a Nicole Kidman
- 2001 - European Film Awards
  - Nomination Miglior film a Fernando Bovaira, José Luis Cuerda e Sunmin Park
- 2002 - Premio Goya
  - Miglior film
  - Miglior regia a Alejandro Amenábar
  - Migliore sceneggiatura originale a Alejandro Amenábar
  - Miglior produzione a Emiliano Otegui e Miguel Ángel González
  - Miglior fotografia a Javier Aguirresarobe
  - Miglior montaggio a Nacho Ruiz Capillas
  - Miglior scenografia a Benjamín Fernández
  - Miglior sonoro a Ricardo Steinberg, Tim Cavagin, Alfonso Raposo e Daniel Goldstein
  - Nomination Migliore attrice protagonista a Nicole Kidman
  - Nomination Miglior attore rivelazione a James Bentley
  - Nomination Migliore attrice rivelazione a Alakina Mann
  - Nomination Miglior colonna sonora a Alejandro Amenábar
  - Nomination Migliori costumi a Sonia Grande
  - Nomination Miglior trucco e acconciatura a Ana López Puigcerver, Belén López Puigcerver e Teresa Rabal
  - Nomination Migliori effetti speciali a Derek Langley, Pedro Moreno, Félix Bergés e Rafa Solorzano
- 2002 - Kansas City Film Critics Circle Awards
  - Miglior attrice protagonista a Nicole Kidman
- 2001 - Satellite Award
  - Nomination Miglior film drammatico
  - Nomination Migliore attrice in un film drammatico a Nicole Kidman
  - Nomination Migliore attrice non protagonista in un film drammatico a Fionnula Flanagan
  - Nomination Migliore sceneggiatura originale a Alejandro Amenábar
  - Nomination Migliore scenografia a Benjamín Fernández, Emilio Ardura e Elli Griff
  - Nomination Miglior suono a Ricardo Steinberg e Tim Cavagin
- 2001 - Festival di Venezia
  - Nomination Leone d'Oro a Alejandro Amenábar
- 2002 - Premio Bram Stoker
  - Nomination Miglior sceneggiatura a Alejandro Amenábar
- 2001 - Hollywood Film Festival
  - Miglior attrice protagonista a Nicole Kidman
- 2001 - Phoenix Film Critics Society Awards
  - Nomination Miglior attrice protagonista a Nicole Kidman
  - Nomination Miglior sceneggiatura originale a Alejandro Amenábar
- 2002 - ALMA Award
  - Nomination Miglior regia a Alejandro Amenábar
  - Nomination Miglior sceneggiatura a Alejandro Amenábar
- 2002 - ASCAP Award
  - Top Box Office Films a Alejandro Amenábar
- 2002 - London Critics Circle Film Awards
  - Attrice dell'anno a Nicole Kidman
- 2002 - Young Artist Awards
  - Miglior attore 10 anni o meno a James Bentley
  - Nomination Miglior film drammatico per la famiglia
  - Nomination Miglior attrice giovane non protagonista a Alakina Mann
- 2001 - Awards Circuit Community Awards
  - Nomination Miglior attrice protagonista a Nicole Kidman
  - Nomination Davis Award a Nicole Kidman
- 2002 - Cinema Writers Circle Awards
  - Miglior regia a Alejandro Amenábar
  - Miglior sceneggiatura originale a Alejandro Amenábar
  - Miglior fotografia a Javier Aguirresarobe
  - Nomination Miglior film
  - Nomination Miglior attrice protagonista a Nicole Kidman
  - Nomination Miglior montaggio a Nacho Ruiz Capillas
  - Nomination Miglior canzone originale a Alejandro Amenábar
- 2002 - Fangoria Chainsaw Awards
  - Miglior attrice protagonista a Nicole Kidman
- 2001 - Fright Meter Awards
  - Miglior regia a Alejandro Amenábar
  - Miglior attrice protagonista a Nicole Kidman
- 2001 - Ghent International Film Festival
  - Premio FIPRESCI a Alejandro Amenábar
  - Nomination Gran Premio a Alejandro Amenábar
- 2001 - Golden Schmoes Awards
  - Attrice dell'anno a Nicole Kidman
- 2002 - International Horror Guild
  - Nomination Miglior film
- 2001 - Ondas Awards
  - Miglior film spagnolo
- 2002 - Online Film & Television Association
  - Nomination Miglior attrice protagonista a Nicole Kidman
  - Nomination Miglior attrice non protagonista a Fionnula Flanagan
  - Nomination Miglior performance giovane a Alakina Mann
  - Nomination Miglior sceneggiatura originale a Alejandro Amenábar
  - Nomination Miglior montaggio degli effetti sonori a John Bateman e Maite Rivera
  - Nomination Miglior sequenza dei titoli
  - Nomination Miglior momento cinematico (La seduta spiritica)
- 2002 - Online Film Critics Society Awards
  - Miglior sceneggiatura originale a Alejandro Amenábar
  - Nomination Miglior attrice protagonista a Nicole Kidman
- 2001 - Russian Guild of Film Critics
  - Nomination Miglior attrice straniera a Nicole Kidman